# Abstatt
Abstatt (Aussprache ⓘ) ist eine Gemeinde im Landkreis Heilbronn in Baden-Württemberg (Deutschland). Sie gehört zur Region Heilbronn-Franken und zur Randzone der europäischen Metropolregion Stuttgart.

## Geographie

### Geographische Lage
Abstatt liegt im Süden des Landkreises Heilbronn im Tal der Schozach. Die Stadt Heilbronn ist etwa 10 Kilometer in nordwestlicher Richtung entfernt. Abstatt hat Anteil an den Naturräumen Schwäbisch-Fränkische Waldberge und Neckarbecken.

### Nachbargemeinden
Nachbarstädte und -gemeinden Abstatts sind (im Uhrzeigersinn, beginnend im Westen): Ilsfeld, Untergruppenbach, die Stadt Lauffen am Neckar (Exklave Stadtwald Etzlenswenden) und die Stadt Beilstein, die alle zum Landkreis Heilbronn gehören. Zusammen mit Beilstein, Ilsfeld und Untergruppenbach bildet Abstatt den Gemeindeverwaltungsverband „Schozach-Bottwartal“ mit Sitz in Ilsfeld.

### Gemeindegliederung
Zu Abstatt gehören außer Abstatt selbst noch der Teilort Happenbach, der bis 1. April 1934 eine eigene Teilgemeinde bildete, und die Wohnplätze Vohenlohe und Burg Wildeck.

### Flächenaufteilung
Nach Daten des Statistischen Landesamtes, Stand 2014.

## Geschichte

### Altertum und Mittelalter
Als der Neckar-Limes im 2. Jahrhundert nach Christus circa 30 Kilometer vorverlegt wurde, kam die Region um das heutige Abstatt zum Römischen Reich. Archäologische Funde zeugen von der römischen Präsenz vor Ort. Die erste urkundliche Erwähnung Abstatts stammt aus dem Jahr 1361. 1490 gelangte der Ort durch Kauf an Ludwig von Bayern-Pfalz, einen Sohn des Kurfürsten Friedrich I. des Siegreichen von der Pfalz, der ihn der Grafschaft Löwenstein zuschlug, die er bereits 1488 erhalten hatte.

### Neuzeit
1510 kam Abstatt auf Grund der Unterwerfung der Grafschaft Löwenstein durch Herzog Ulrich von Württemberg in den Einflussbereich des württembergischen Lehensverbands. Der Ort Vohenlohe und der württembergische Teil von Happenbach wurden danach von Abstatt aus mitverwaltet. Durch die Einführung der Reformation wurde Abstatt in der Folgezeit hauptsächlich evangelisch geprägt.
Mit der Auflösung der Grafschaft Löwenstein durch die Mediatisierung und im Zuge der Neugliederung des jungen Königreichs Württemberg am Anfang des 19. Jahrhunderts ergaben sich auch einige Umwälzungen in der Verwaltungsgliederung. Ab 1806 bildete Abstatt mit Vohenlohe, Wildeck und Happenbach zunächst ein eigenes Patrimonialamt im Oberamt Backnang. Gemeinsam mit Vohenlohe und Wildeck kam Abstatt 1810 zum Oberamt Besigheim, Happenbach kam dagegen zum Oberamt Heilbronn. 1842 kamen auch Abstatt, Vohenlohe und Wildeck zum Oberamt Heilbronn.
Nach dem Ende der Monarchie gehörte Abstatt zum Volksstaat Württemberg. Bei der Kreisreform während der NS-Zeit in Württemberg gelangte die Gemeinde 1938 zum neuen Landkreis Heilbronn.

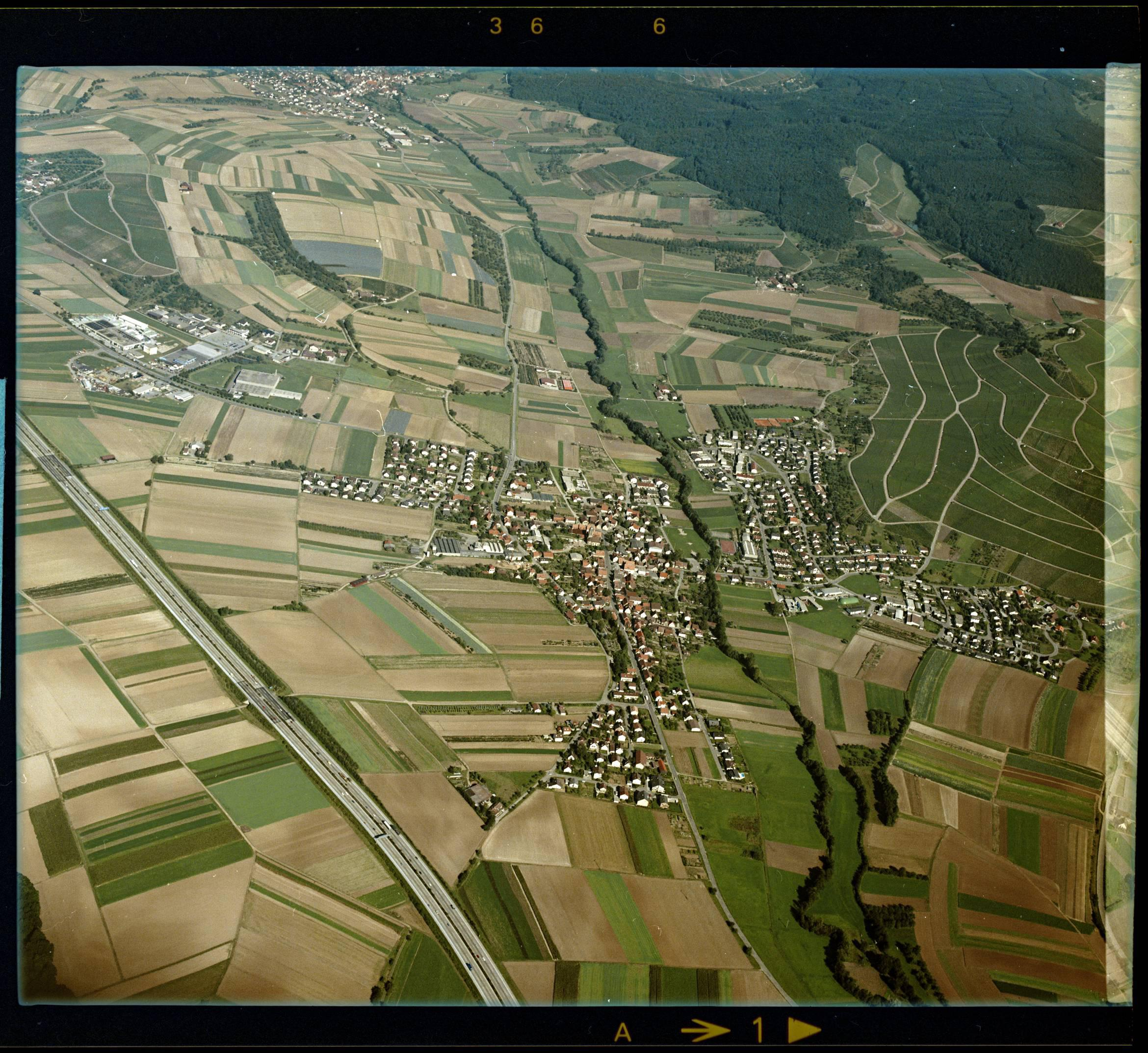
Luftbild von 1985

1933 wurden 833 Einwohner gezählt, 1939 waren es 807. Bis zum Zweiten Weltkrieg war die Gemeinde landwirtschaftlich geprägt, später wurde sie zum typischen Wohngebiet im Einzugsbereich von Heilbronn.
1945 bis 1952 befand sich Abstatt im Nachkriegsland Württemberg-Baden, das 1945 in der Amerikanischen Besatzungszone gegründet worden war. 1952 kam die Gemeinde zum neuen Bundesland Baden-Württemberg.

## Politik

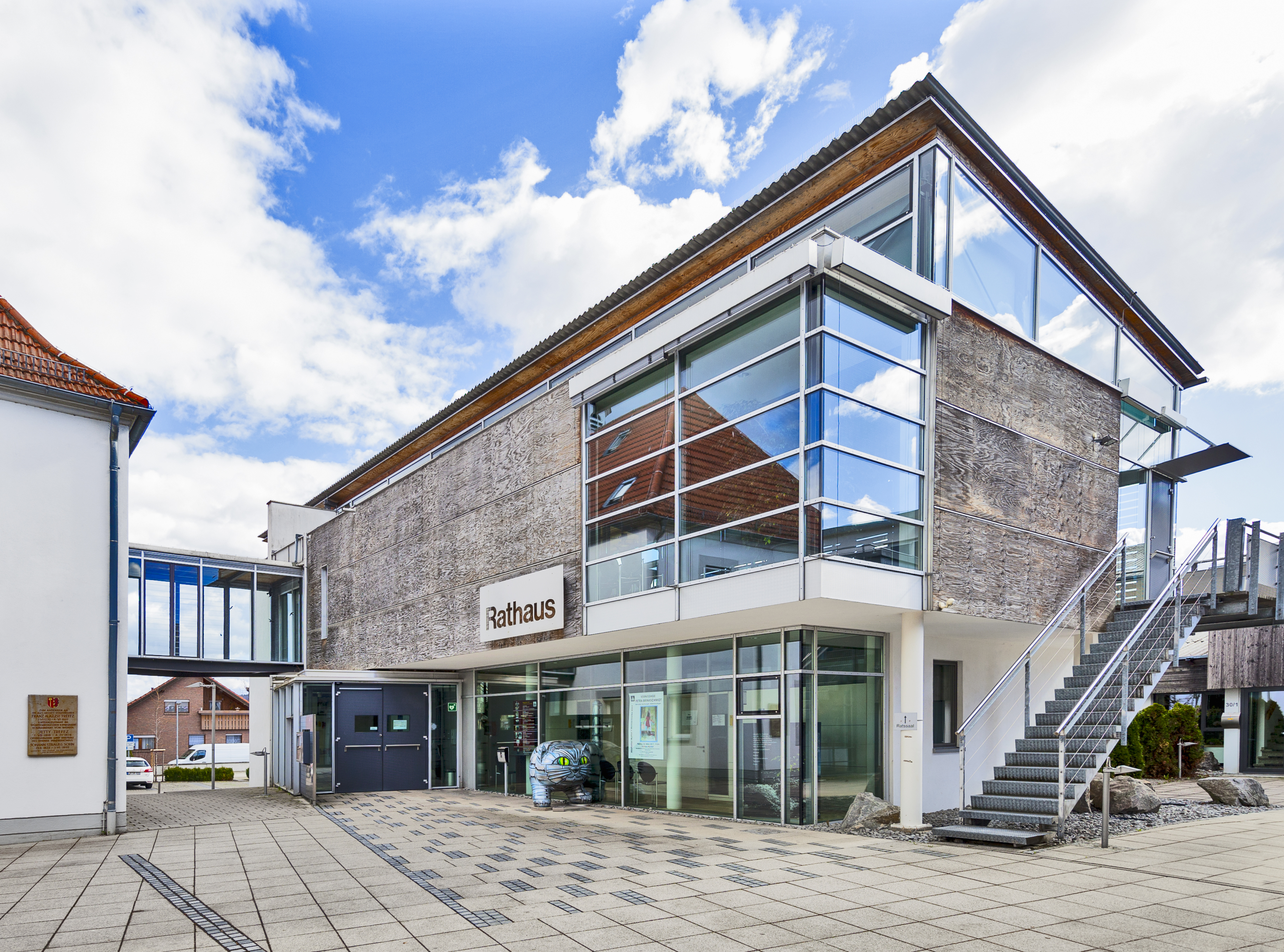
Rathaus von Abstatt

### Bürgermeister
- 1988–2011: Rüdiger Braun
- seit September 2011: Klaus Zenth

### Gemeinderat
Der Gemeinderat von Abstatt besteht aus 14 ehrenamtlichen gewählten Mitgliedern, die für eine Amtszeit von fünf Jahren gewählt sind, sowie dem Bürgermeister als ebenfalls stimmberechtigtem Vorsitzenden. Die letzte Wahl am 9. Juni 2024 führte zu folgendem Ergebnis (im Vergleich zum Ergebnis der vorletzten Wahl 2019):
| Partei / Liste                   | Stimmenanteil         | ± %p. (2019)          | Sitze                 | ± (2019)              |
| -------------------------------- | --------------------- | --------------------- | --------------------- | --------------------- |
| CDU                              | 24,9 %                | −9,1                  | 4                     | −1                    |
| Freie Wählergemeinschaft Abstatt | 34,8 %                | +4,0                  | 5                     | +1                    |
| LebensWertes Abstatt (LWA)       | 29,7 %                | +29,7                 | 4                     | +4                    |
| AfD                              | 10,5 %                | +10,5                 | 1                     | +1                    |
| Nicht mehr angetreten:           |                       |                       |                       |                       |
| SPD                              | 0,0 %                 | −11,4                 | 0                     | −2                    |
| FDP                              | 0,0 %                 | −13,4                 | 0                     | −2                    |
| Offene Grüne Bürgerliste (OGB)   | 0,0 %                 | −10,4                 | 0                     | −1                    |
| Gesamt                           | 100 %                 |                       | 14                    |                       |
| Wahlbeteiligung                  | 68,1 % (2019: 65,2 %) | 68,1 % (2019: 65,2 %) | 68,1 % (2019: 65,2 %) | 68,1 % (2019: 65,2 %) |

### Wappen und Flagge

Wappen Abstatts

Die Blasonierung des Abstatter Wappens lautet: In gespaltenem Schild vorne in Rot ein linksgewendeter goldener Abtsstab, hinten in Gold ein roter Löwe. Die Flagge der Gemeinde ist Rot-Weiß.
Ein Siegel Abstatts aus dem Jahr 1628, als der Ort den Grafen von Löwenstein gehörte, enthält das Löwensteinsche Wappen: einen auf einem Vierberg stehenden gekrönten Löwen. Zunächst nach rechts gewendet, erscheint der Löwe auf Siegeln von 1697 und 1768 nach links gekehrt. Zu Beginn des 20. Jahrhunderts war im Schultheißenamtssiegel Abstatts nur noch ein nach links steigender Löwe übrig geblieben. Die Gemeinde bat 1907 die württembergische Archivdirektion um einen Vorschlag für ein neues Wappen. In Unkenntnis der alten Siegel schlug die Archivdirektion das gegenwärtige Wappen vor: einen Abtsstab zur Versinnbildlichung des Ortsnamens, der sich angeblich von Abtsstatt herleitet, und einen Löwen wegen der historischen Beziehungen zur Grafschaft Löwenstein. Da der Abtsstab als konfessionelles Zeichen von Abstatt zunächst abgelehnt wurde, machte die Direktion noch einen zweiten Vorschlag, der neben dem Löwen eine schwarze Hirschstange als Zeichen der Verbindungen zu Württemberg enthielt. Die Gemeinde entschied sich am 21. November 1907 dann doch für den ursprünglichen Vorschlag. Die Flagge wurde der Gemeinde am 5. September 1980 vom Landratsamt des Landkreises Heilbronn verliehen.

### Partnergemeinden
Es besteht seit 1981 eine Partnerschaft mit der Ortschaft Léhon (seit 2018: Teil von Dinan) im Département Côtes-d’Armor in der Bretagne. Der 1984 gegründete Partnerschaftsverein unterstützt seit 1989 zusammen mit seinem Pendant in Léhon die Patengemeinde Kahemba in der Demokratischen Volksrepublik Kongo.

## Kultur und Sehenswürdigkeiten

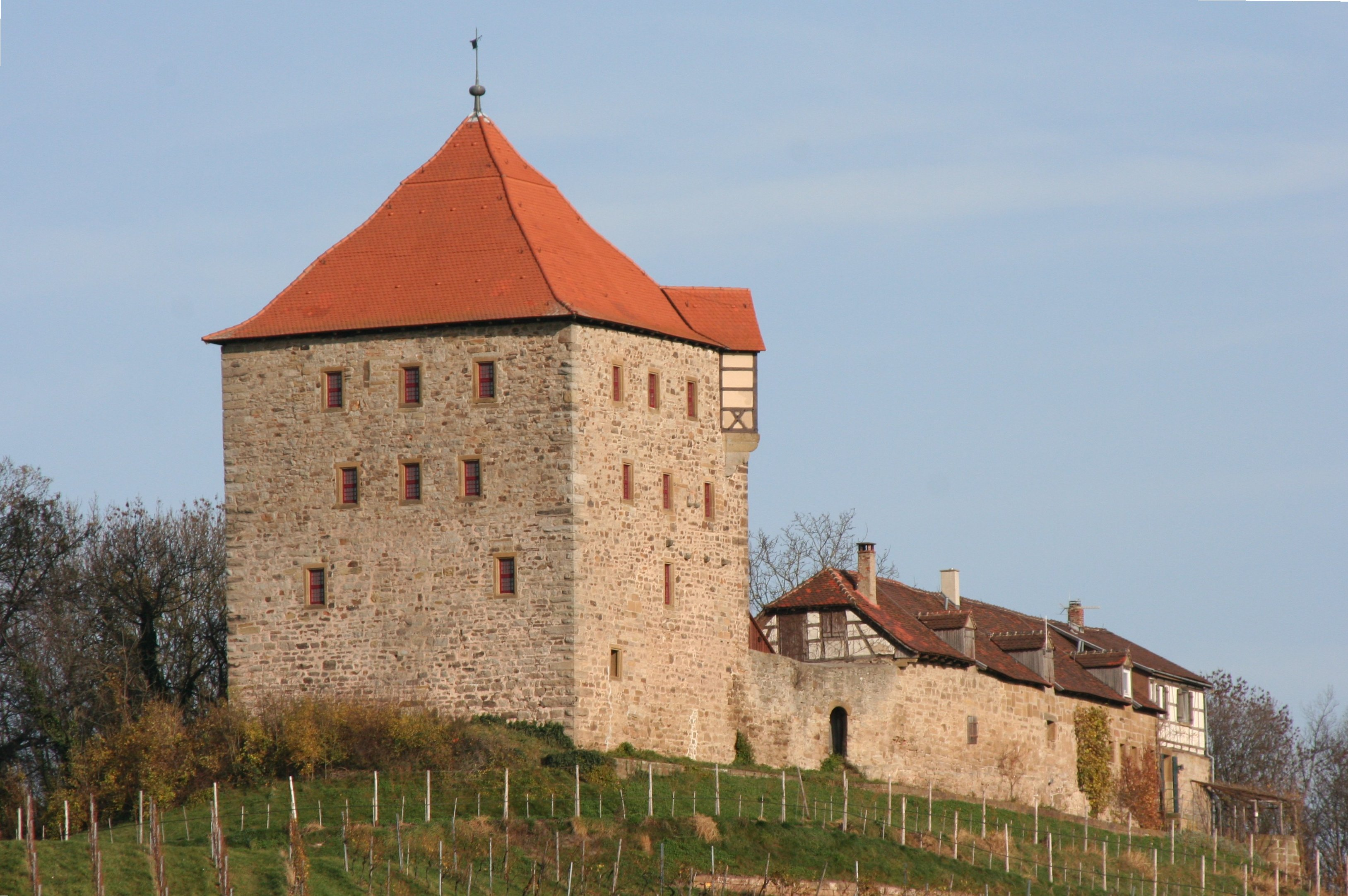
Burg Wildeck

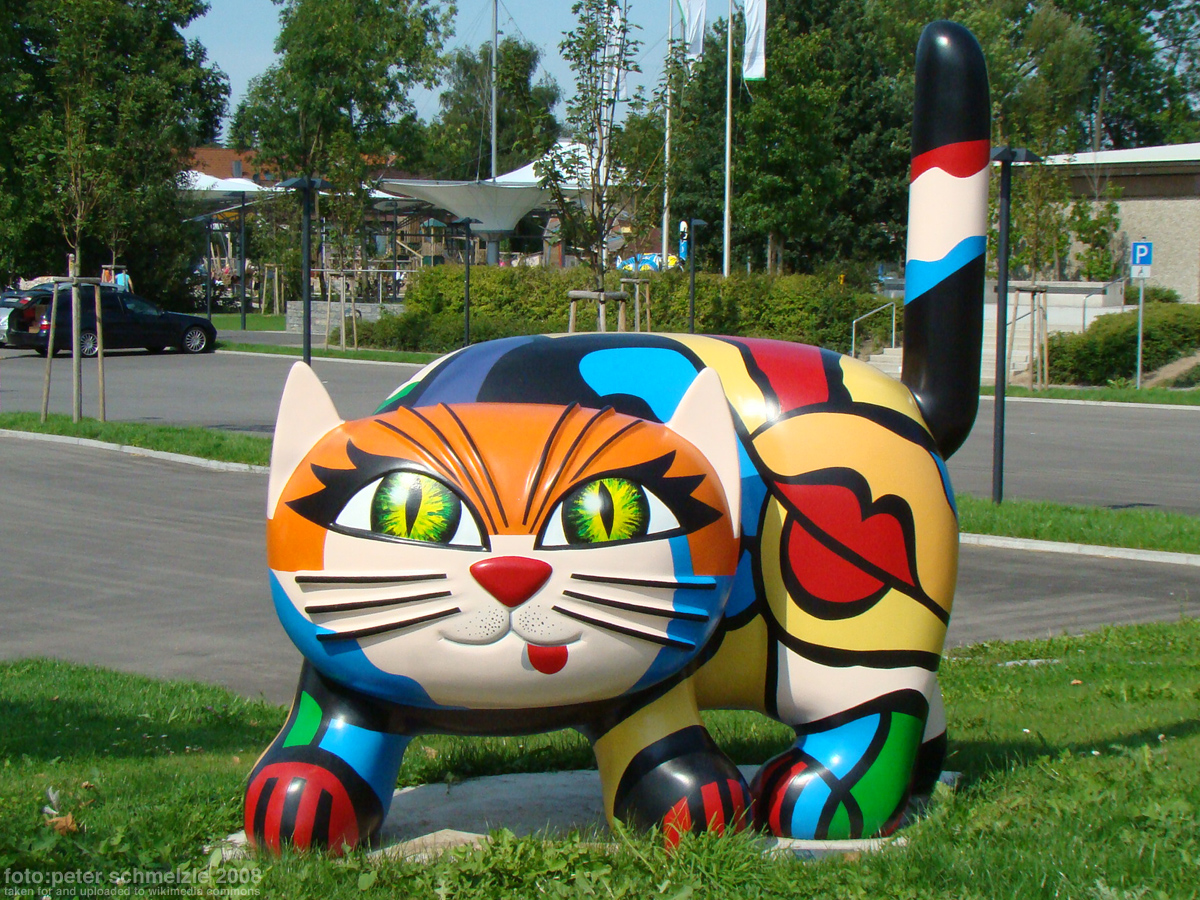
Eine der vielen Katzenfiguren in Abstatt

### Bauwerke
- Die Burg Wildeck bei Vohenlohe (auch Schloss Wildeck) wurde im 12. Jahrhundert erbaut und beherbergt heute ein Versuchsgut der Weinsberger Weinbauschule.
- Die evangelische Stephanuskirche wurde 1766 spätbarock auf den Überresten eines älteren, gotischen Vorgängerbaus errichtet und nach einem Brand 1899 durch Heinrich Dolmetsch neu erbaut.
- Das alte Rathaus in Abstatt wurde nach 1750 an der Stelle eines abgegangenen alten Schlosses als Amtshaus der Grafen von Löwenstein-Wertheim-Rochefort errichtet. Nach der Mediatisierung der Reichsritterschaft diente das Gebäude als fürstlich-löwensteinisches Patrimonial-Stabsamt, später als Rentamt, nach 1868 als Forstamt. Das Gebäude kam 1906 in den Besitz der Gemeinde Abstatt und wurde danach zum Rathaus umgebaut.[12] Inzwischen wurde es durch einen modernen Anbau erweitert.
- In Abstatt befinden sich außerdem mehrere historische Fachwerkhäuser. In der Auensteiner Straße wird das Gebäude Nr. 22 auf das 15. oder 16. Jahrhundert datiert, die Nr. 15 ist ein weiteres altes Fachwerkhaus, das 1795 barockisiert wurde.
- Auf dem Friedhof befindet sich das aus Sandstein gefertigte Grabmal des Grafen Albrecht von Löwenstein (1536–1587). Das Grabmal befand sich einst in der Kirche, wurde später dann neben das Rathaus vor das Tor des Löwensteinischen Amtshauses versetzt und kam 1979 nach Restaurierung an seinen heutigen Standort.[13]

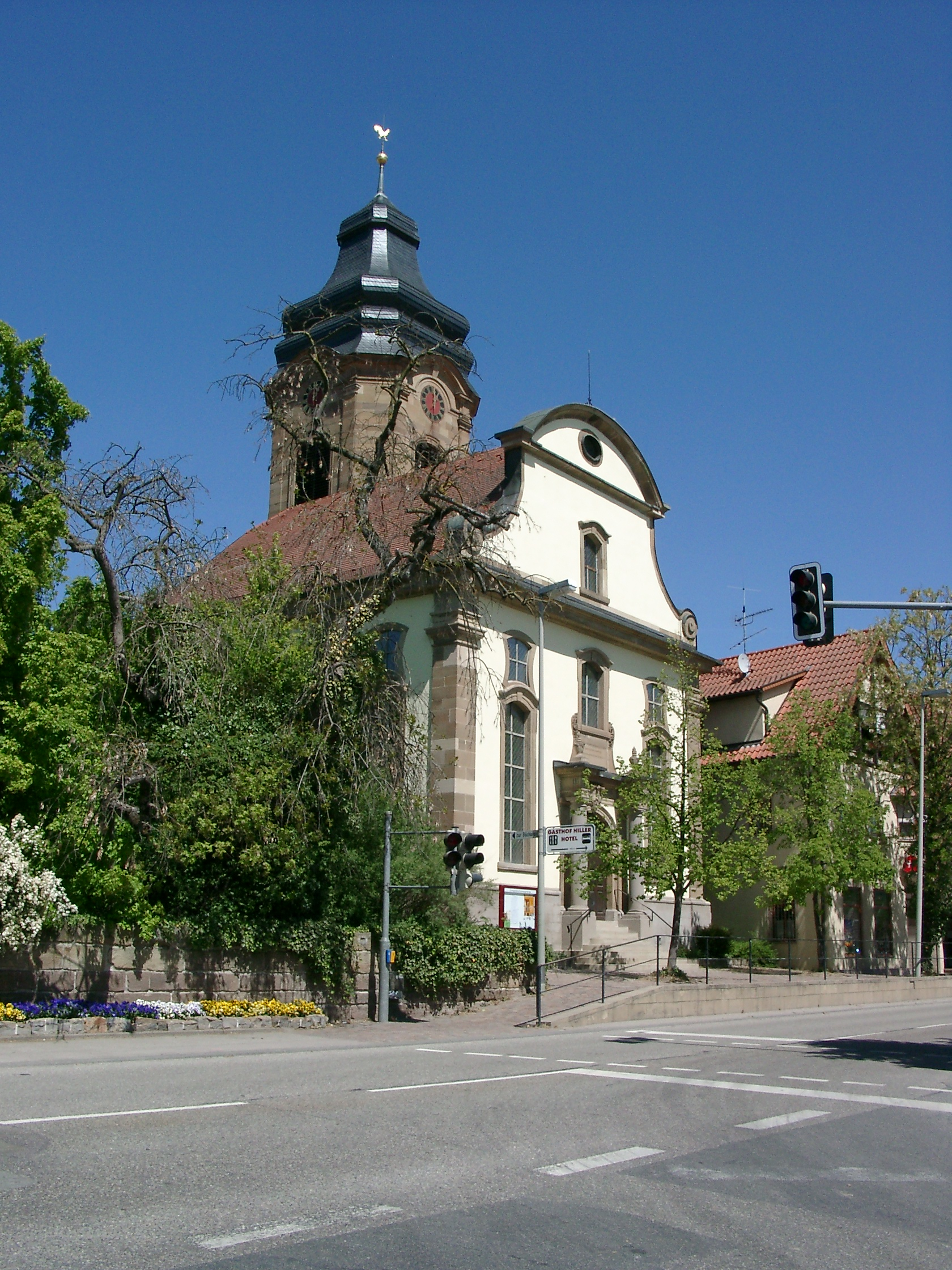
Pfarrkirche St. Stephan
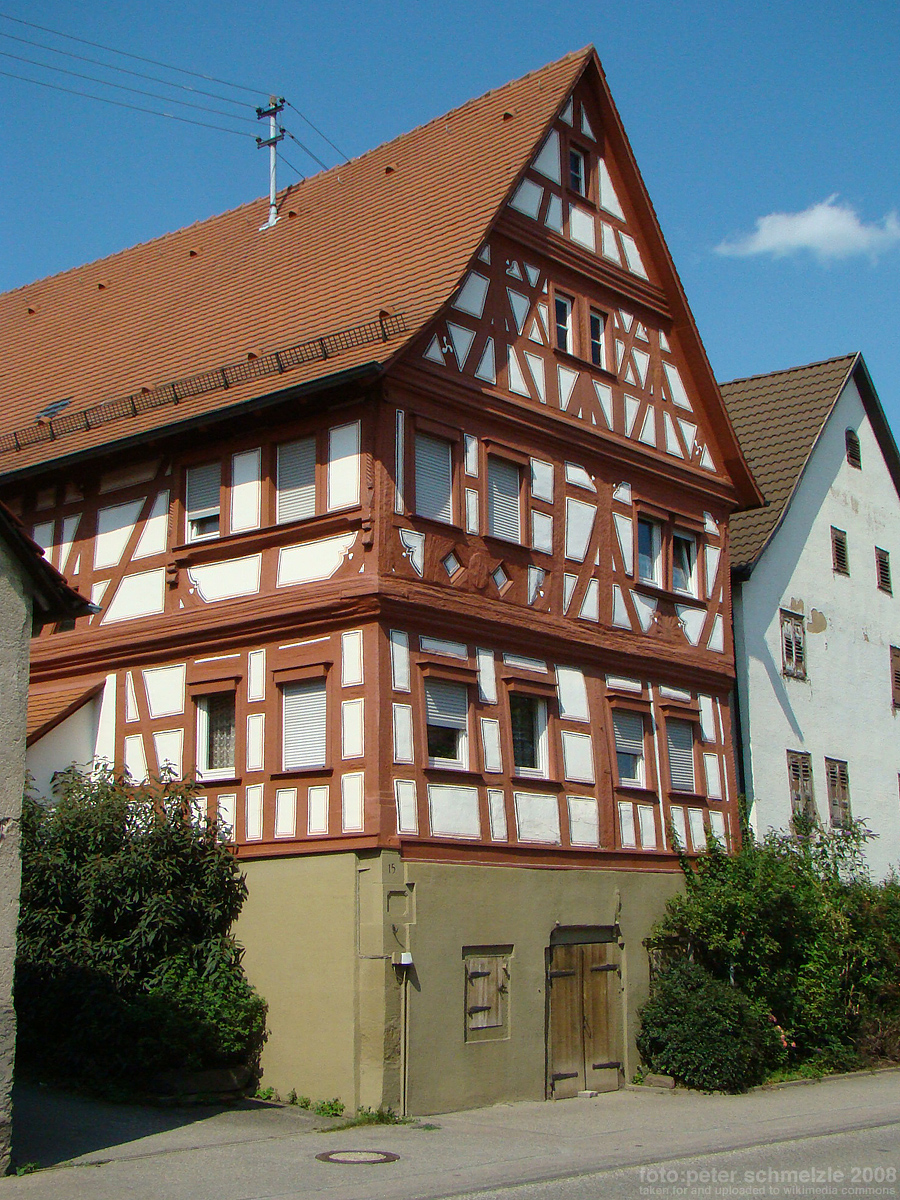
Fachwerkhaus
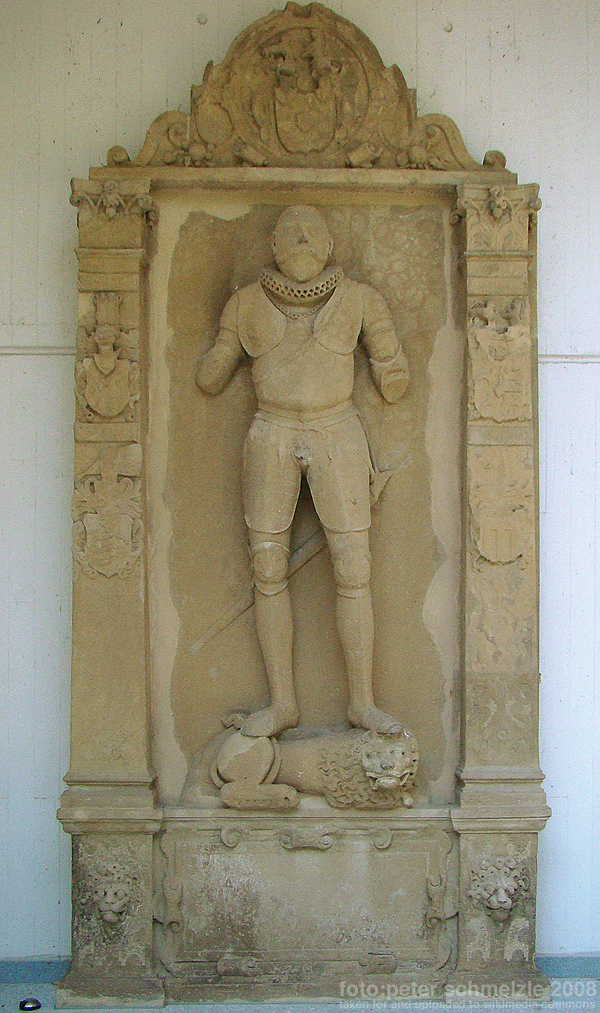
Grabmal des Albrecht von Löwenstein

### Kunst und Museen
Abstatt verfügt über ein Heimatmuseum. Im Ortskern von Abstatt wurden zahlreiche große, unterschiedlich bunt bemalte Katzenfiguren dauerhaft aufgestellt, die Rällinge. Rälling ist der Utzname der Abstatter und bedeutet so viel wie „unternehmungslustiger Kater auf Brautschau“.

## Justiz
Abstatt liegt im Bezirk des Amtsgerichts Heilbronn. Innerhalb der ordentlichen Gerichtsbarkeit sind diesem das Landgericht Heilbronn und das Oberlandesgericht Stuttgart übergeordnet. Für Rechtsstreitigkeiten aus Abstatt sind für die Arbeitsgerichtsbarkeit das Arbeitsgericht Heilbronn und für die Sozialgerichtsbarkeit das Sozialgericht Heilbronn örtlich zuständig; weiterhin gehört Abstatt zum Bezirk des Verwaltungsgerichts Stuttgart.

## Wirtschaft und Infrastruktur

### Weinbau

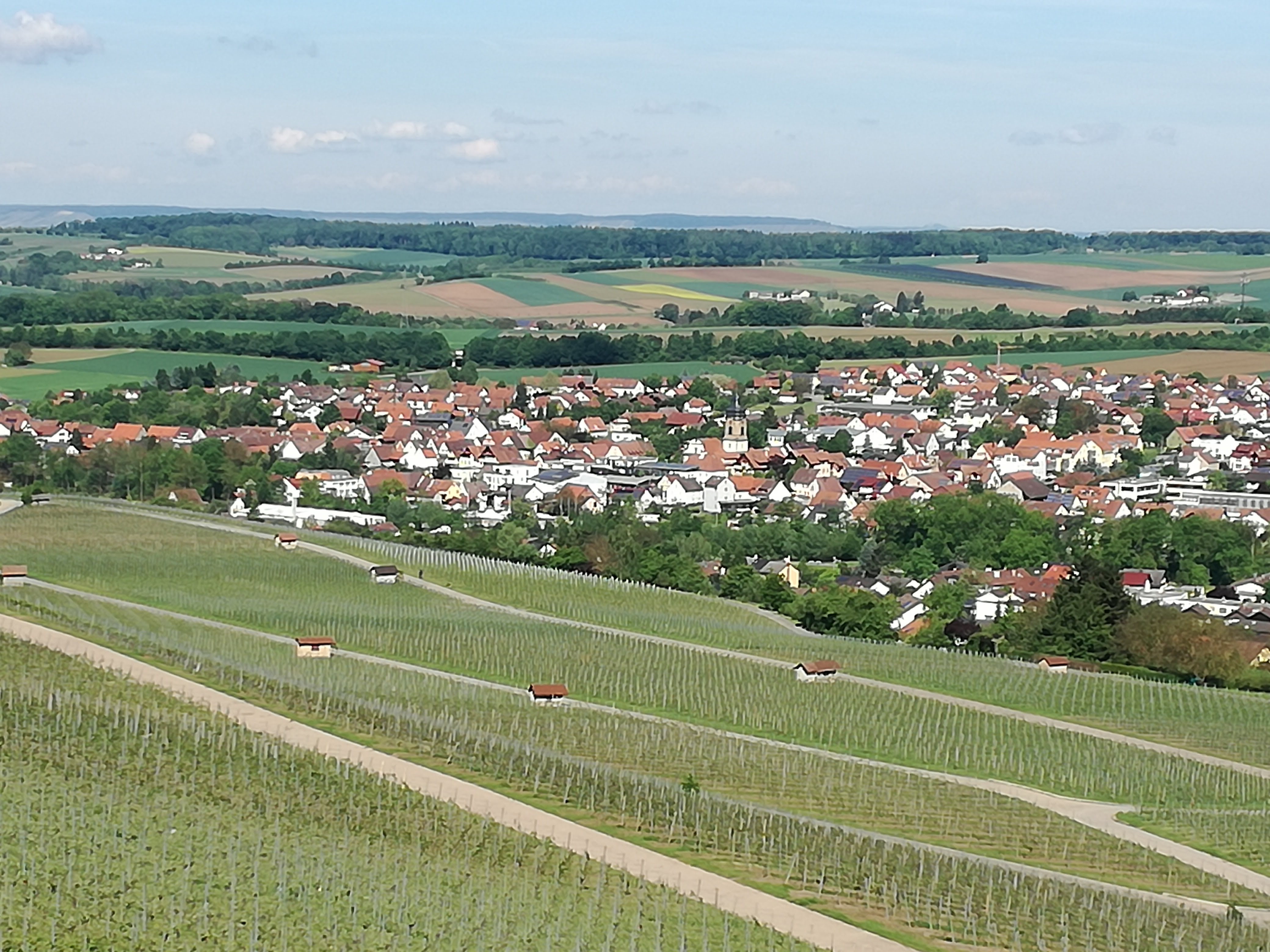
Abstatt mit Weingärten im Vordergrund

Abstatt ist ein Weinbauort, dessen Lagen zur Großlage Schozachtal im Bereich Württembergisch Unterland des Weinbaugebietes Württemberg gehören. Nach dem Ortsteil Happenbach ist die Rebsorte Happenbach benannt.

### Verkehr

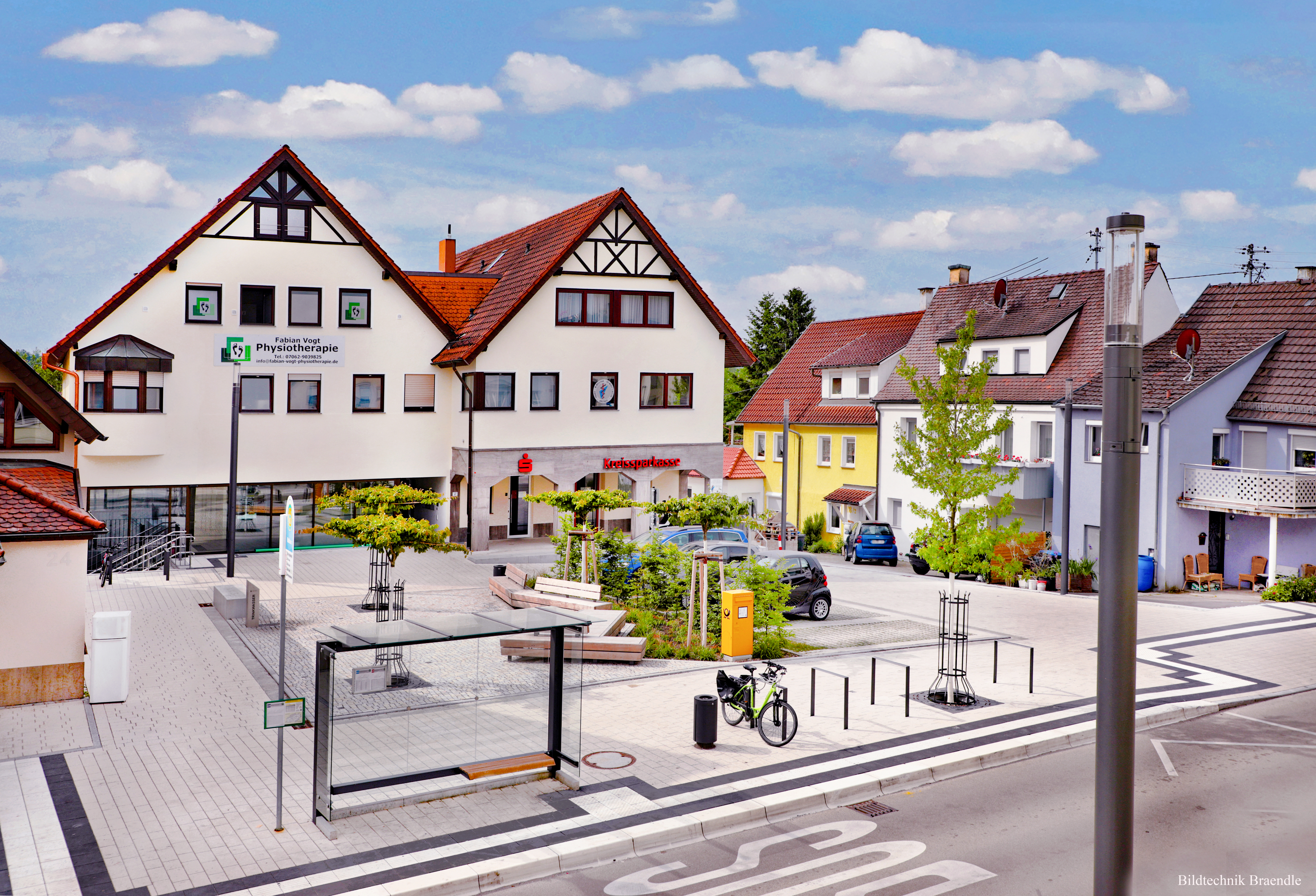
Dorfmitte mit Haltestelle „Rathaus“

Abstatt liegt direkt an der Autobahn A 81 zwischen den Anschlussstellen Ilsfeld und Heilbronn/Untergruppenbach.

### Ansässige Unternehmen
Seit 2004 ist die Robert Bosch GmbH mit einem Entwicklungsstandort in Abstatt vertreten, der nach mehreren Erweiterungen mittlerweile 5800 Menschen Arbeit gibt (Stand: Oktober 2019). Dort sitzt auch das Bosch-Tochterunternehmen Bosch Engineering GmbH. Abstatt war bis 2013 Hauptsitz des damals zur SAP gehörenden SAP-Systemhauses Steeb Anwendungssysteme GmbH. Steeb betreut das Mittelstandsgeschäft im SAP-Umfeld. Die Münzing Chemie GmbH hat ihren Firmensitz in Abstatt, genauso wie das internationale Plattenlabel Massacre Records.

### Medien
Über das Geschehen in Abstatt berichtet die Tageszeitung Heilbronner Stimme in ihrer Ausgabe SO, Süd-Ost.

### Öffentliche Einrichtungen
Rund um die Burg Wildeck betreibt die Staatliche Lehr- und Versuchsanstalt für Wein- und Obstbau Weinsberg in einem Versuchsbetrieb ökologischen Weinbau.

### Bildung
Es gibt in Abstatt eine Grundschule und eine Gemeindebücherei.
Darüber hinaus unterhält die Volkshochschule Unterland in Abstatt eine Außenstelle.

## Persönlichkeiten

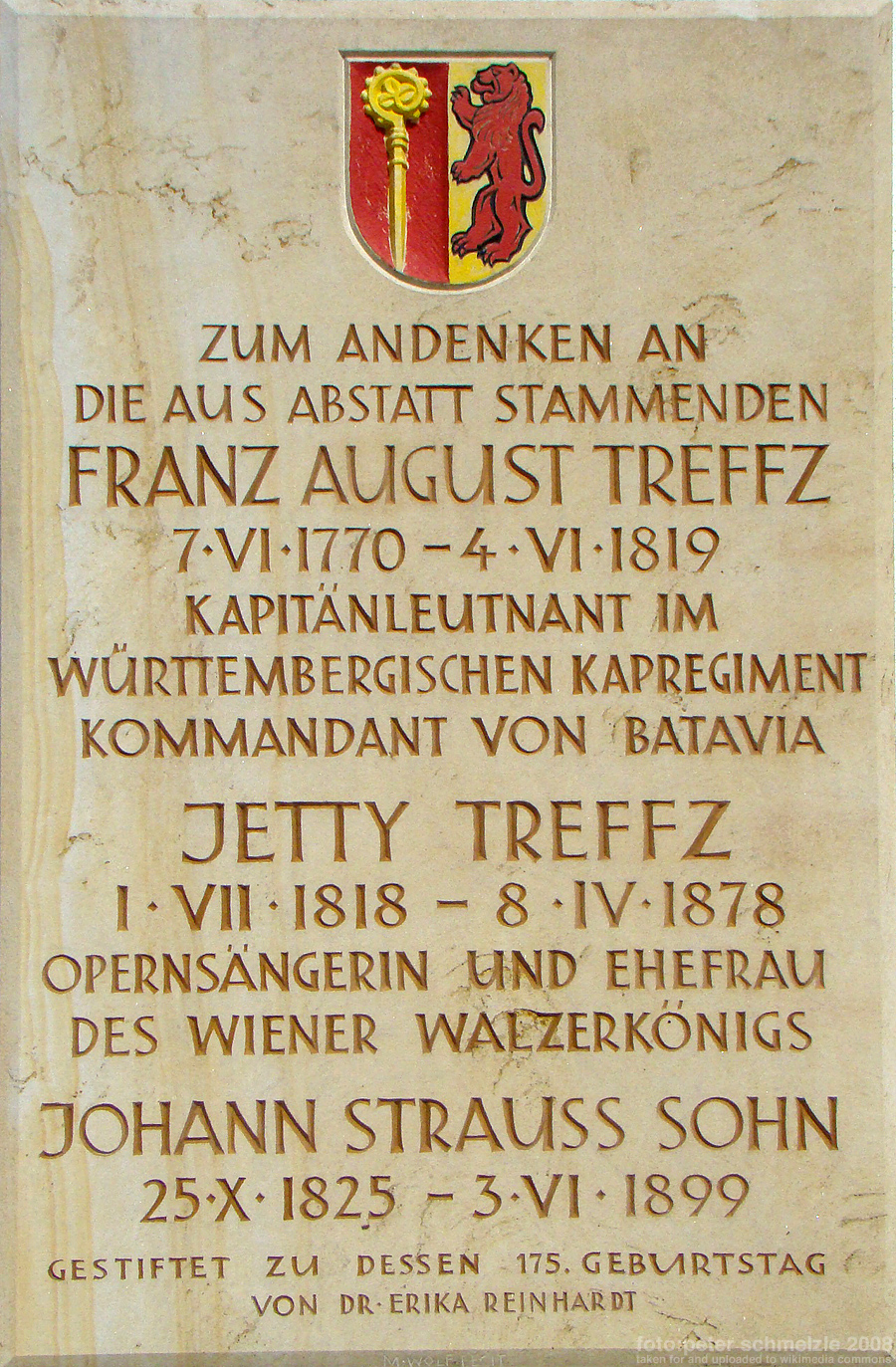
Treffz-Gedenktafel am Alten Rathaus

### Ehrenbürger
- Rüdiger Braun (* 1953 oder 1954), Bürgermeister Abstatts von 1988 bis 2011 (verliehen 2011)

### In Abstatt geboren
- Josef Bick (1880–1952), Philologe, Generaldirektor der Österreichischen Nationalbibliothek und Häftling in den Konzentrationslagern Dachau und Sachsenhausen
- Willus Brenner (1902–1984), Maler
- Eugen Härle (1911–2003), Kommunalpolitiker, Bürgermeister der Gemeinden Ilsfeld und Schozach

### Mit Abstatt verbunden
- Alexander Bertsch (* 1940), Schriftsteller; lebt in Abstatt
- Wolfgang Bebber (* 1943), Politiker; 1980–1996 im Gemeinderat von Abstatt
- Ingo Rust (* 1978), Politiker (SPD); wurde 1999 als jüngstes Mitglied in den Gemeinderat von Abstatt gewählt

Eine Gedenktafel am Rathaus erinnert außerdem an die aus Abstatt stammenden:
- Franz August Treffz (* 7. Juni 1770; † 4. Juni 1819), Kapitänleutnant im württembergischen Kapregiment, Kommandant von Batavia
- Jetty Treffz (* 1. Juli 1818; † 8. April 1878), Opernsängerin und Ehefrau von Johann Strauss Sohn